# داوننغ ستريت

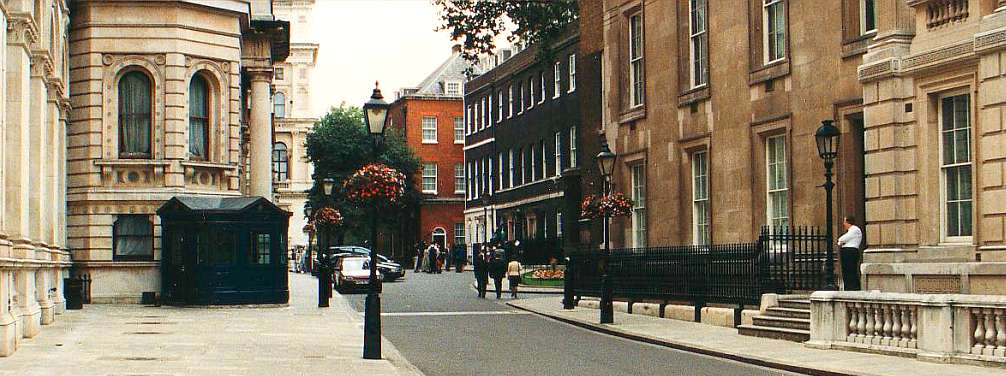
داوننغ ستريت

داوننغ ستريت هو أشهر شارع في قلب لندن بإنجلترا، يطل عليه منزل رئيس الوزراء، ومنزل وزير المالية. يسكن رئيس الوزراء في المنزل رقم 10، بينما يسكن وزير المالية في المنزل رقم 11. وقد أخذت التسمية من اسم السير جورج داوننج، الذي بنى العديد من المنازل المطلة عليه في أواخر القرن السابع عشر الميلادي.
في عام 1732 منح جورج الثاني المنزل رقم 10 للسير روبرت والبول، الذي كان رئيسًا للوزراء في ذلك الحين. أعيد بناء الجزء الأمامي من المبنى بعد ذلك بثلاثين عامًا. في الستينيات من القرن الماضي أعيد بناء المنزل رقم 10 والمنزل رقم 11 خلف واجهتيهما الأماميتين القديمتين.

## أعلام
- هنري كامبل بانرمان